# Mendel Heymann
Mendel Heymann (entstanden aus: Menachem Chaim; auch Mendel oder Mendl Dessau; * 1683; † 10. Mai 1766 in Dessau) war Sofer, Gemeindeschreiber und Primarschullehrer in Dessau.

## Leben
Der im Jahr 1683 geborene Mendel Heymann stammte aus sehr bescheidenen Verhältnissen. Er war mit Bela Rachel Wahl verheiratet und der Vater von Moses Mendelssohn (dieser dann „Mendelssohn“, also „Sohn des Mendel“ genannt), dem Stammvater der berühmten Familie Mendelssohn. In der Familie gab es außer Moses noch zwei weitere Söhne: Jente Mendelssohn (1704–1710) und Saul Mendelssohn (1735–1805).
Über sein Leben ist wenig bekannt. Aufgrund seiner Armut konnte er dem kränkelnden Moses keine kostspielige Erziehung angedeihen lassen, leitete aber zunächst selbst den ersten hebräischen Unterricht des Kleinkindes, bevor er Moses – bereits im Alter von drei Jahren – dem Unterricht des Dessauer Oberrabbiners David Hirschel Fraenkel anheimgab, der ihn in das tiefere Studium von Bibel, Talmud und der wichtigsten Kommentare, später auch des Maimonides etc., einführte.

Heymann starb am 10. Mai 1766 im Alter von 82 oder 83 Jahren in Dessau und fand seine letzte Ruhestätte im ältesten Teil des jüdischen Friedhofs von Dessau, neben seiner Tochter Jente und seiner zehn Jahre zuvor verstorbenen Ehefrau. Seit den Verwüstungen der NS-Zeit ist die genaue Lage des Grabes nicht mehr bekannt. Sein Grabstein, der lange als verschollen galt und erst 2005 wieder identifiziert wurde, ist heute Bestandteil der Klagemauer im hinteren Teil des Friedhofs. Er trägt eine hebräische Inschrift, die in deutscher Übersetzung lautet: 

„Am heiligen Sabbat, den 2. Siwan 526 nach der kleinen Zeitrechnung verschied in Ehren Menachem genannt Mendel Sofer und er wurde am folgenden Tage, Sonntag, begraben. In allen seinen Tagen wandelte er auf geradem Wege. Sein Tun geschah in Ehrlichkeit und er war einer der Ersten morgens und abends im Gotteshaus. Seine Seele schied in Reinheit von dannen. Seine Seele sei eingebunden im Bündel des Lebens.“